# The Mauritanian
The Mauritanian is een Amerikaanse misdaaddrama uit 2021 onder regie van Kevin Macdonald naar een scenario geschreven door M.B. Traven, Rory Haines en Sohrab Noshirvani. De film is gebaseerd op het memoir Guantanamo Diary van Mohamedou Ould Slahi, een Mauritaniër die in 2002 gevangen en gemarteld werd in Guantánamo Bay zonder ooit ergens voor te zijn aangeklaagd. Pas in 2016 werd hij vrijgelaten. De hoofdrollen worden vertolkt door Jodie Foster, Tahar Rahim, Shailene Woodley en Benedict Cumberbatch.
Tijdens de 78e Golden Globe Awards in 2021 werd de film genomineerd voor twee Golden Globes. Rahim werd genomineerd voor beste acteur in een dramafilm en Foster werd genomineerd voor beste vrouwelijke bijrol. Uiteindelijk won Foster de award. The Mauritanian werd tijdens de 74e BAFTA Awards vijf keer genomineerd. 

## Verhaal
Een gevangene wordt gedwongen te bekennen medeplichtig te zijn aan terroristische misdrijven. Nancy Hollander, een advocaat die onder meer terroristen bijstaat, probeert samen met de gevangene zijn onschuld te bewijzen.

## Rolverdeling
| Acteur               | Personage                      |
| -------------------- | ------------------------------ |
| Jodie Foster         | Nancy Hollander                |
| Tahar Rahim          | Mohamedou Ould Slahi           |
| Shailene Woodley     | Teri Duncan                    |
| Benedict Cumberbatch | luitenant kolonel Stuart Couch |
| Zachary Levi         | Neil Buckland                  |

## Productie
Het project werd in november 2019 aangekondigd. Tegelijkertijd raakte bekend dat Kevin Macdonald de regierol op zich zou nemen en werden Jodie Foster, Benedict Cumberbatch, Tahar Rahim en Shailene Woodley gecast voor de hoofdpersonages. Zachary Levi werd een maand later aan het project toegevoegd.

## Release en ontvangst
The Mauritanian werd in de Verenigde Staten op 12 februari 2021 uitgebracht. Een maand later volgde de VOD-release. In Nederland werd de film op 1 juli 2021 in de bioscopen uitgebracht.
Op Rotten Tomatoes heeft The Mauritanian een waarde van 73% en een gemiddelde score van 6,5/10, gebaseerd op 192 recensies. Op Metacritic heeft de film een gemiddelde score van 54/100, gebaseerd op 30 recensies.